# Рубин, Бертольд
Бертольд Рубин (нем. Berthold Rubin; 10 июля 1911, Мангейм — 7 октября 1990) — немецкий историк-византинист. Получил известность как публицист правоэкстремистской направленности.

## Биография
Бертольд Рубин провёл детство и юность в Берлине, учился у историка Вильгельма Вебера. В 1938 году защитил диссертацию. С 1942 года являлся доцентом Берлинского университета, затем был приглашён преподавать византийскую филологию в Пражском университете, в 1943 году был назначен экстраординарным профессором и директором Института балкановедения в Венском университете. Вступить в эти три должности ему не довелось, так как он находился на военной службе. В 1945 году оказался в плену в СССР.
Вернувшись на родину, Рубин продолжил научную деятельность в Берлине. В 1952 году Рубин поступил на работу в Мюнхенский институт Восточной Европы и Институт балкановедения. С 1957 года преподавал в Университете Эрлангена и занимался научными публикациями. В 1960 году приглашён профессором византинистики и изучения Восточной Европы в Кёльнский университет и некоторое время возглавлял Институт древней истории. Участвовал в издании научной периодики.
Начиная с 1960 года Рубин перенёс приоритеты с истории на политику. После возведения Берлинской стены выступал за объединение Германии и критиковал советское присутствие в ГДР. Не избежало критики Рубина и «боннское государство», которое он сравнивал с обитым мягким изолятором в психиатрической больнице и пропагандировал Четвёртый рейх. Его политическая активность всё больше скатывалась в правом популистском направлении и принимала праворадикальные черты. С 1963 года Рубин работал в «Национальной газете» и в 1964 году выступил на торжественном учредительном собрании Национал-демократической партии Германии. В день рождения Рудольфа Гесса в 1968 году Рубин совершил прыжок с парашютом в Шотландии, чтобы привлечь внимание общественности и призвать к освобождению единственного узника Шпандау. В том же году его уволили из Кёльнского университета, он постепенно сокращал свою научную деятельность. Вместо этого он всё чаще выступал основателем различных антиконституционных правых организаций и группировок: Немецкого народного союза, различных кружков, близких к Христианско-социальному союзу.
Кульминацией деятельности Рубина стала инсценировка им собственного похищения с помощью адвоката крайне правых взглядов Юргена Ригера, для чего он подделывал письма с угрозами, в течение нескольких дней скрывался, пытаясь создать видимость преступления, совершённого леворадикальными группировками. За симуляцию уголовного преступления Рубин был приговорён к шести месяцам лишения свободы. Рубин превратился в политического персонажа, от которого дистанцировались умеренные консервативные круги, и нанёс значительный ущерб своему имиджу учёного.
В 1980-е годы Рубин вновь привлёк к себе внимание сочинением о Рудольфе Гессе и его насильственной смерти, как он утверждал. Он утверждал, что НСДАП находилась под сильным влиянием коммунистов, которые поэтому тоже должны нести ответственность за преступления Третьего рейха. Деятельность Рубина постоянно находилась в сфере внимания пропаганды ГДР, приводившей его как пример типичного мировоззрения в Западной Германии. Бертольд Рубин умер от последствий лейкоза и был похоронен на Ланквицком кладбище в Берлине.